# Caligo atreus
Caligo atreus är en fjärilsart som beskrevs av Vincenz Kollar 1849. Caligo atreus ingår i släktet Caligo och familjen praktfjärilar. Inga underarter finns listade i Catalogue of Life.

## Bildgalleri

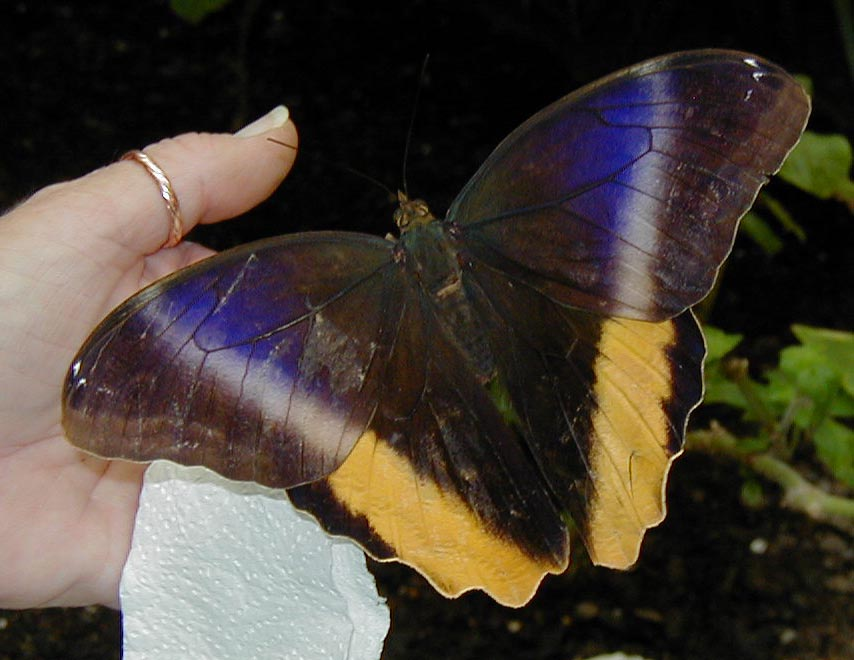